# Uggenästjärnen
Uggenästjärnen är en sjö i Torsby kommun i Värmland och ingår i Göta älvs huvudavrinningsområde. Sjön har en area på 0,0614 kvadratkilometer och ligger 333,2 meter över havet.

## Delavrinningsområde
Uggenästjärnen ingår i det delavrinningsområde (672490-134793) som SMHI kallar för Ovan VDRID = Likan i Göta älvs vattendragsyta. Medelhöjden är 295 meter över havet och ytan är 42,72 kvadratkilometer. Räknas de 206 avrinningsområdena uppströms in blir den ackumulerade arean 7 246,63 kvadratkilometer. Avrinningsområdets utflöde Göta älv (Röa) mynnar i havet. Avrinningsområdet består mestadels av skog (69 procent) och öppen mark (11 procent). Avrinningsområdet har 1,82 kvadratkilometer vattenytor vilket ger det en sjöprocent på 4,2 procent. Bebyggelsen i området täcker en yta av 1,07 kvadratkilometer eller 2 procent av avrinningsområdet.